# Spider-Man (videójáték, 2002)
A Spider-Man (vagy Spider-Man: The Movie Game) egy 2002-es Akciókaland-játék, melynek főszereplője a Marvel Comics szuperhőse, Pókember, és a film adaptációját dolgozza fel. A játékot a Treyarch fejlesztette ki és az Activision adta ki Game Boy Advance, GameCube, Microsoft Windows, PlayStation 2 és Xbox-ra. Észak-Amerikában 2002. április 16-án jelent meg, Európában 2002. június 7-én.
A történet középpontjában Peter Parker áll, akit megcsíp egy genetikailag módosított pók, majd jelmezt öltve felveszi a harcot a gonoszok ellen, és meg kell állítania a Zöld Manót.

## Játékmenet
A játék külső nézetben játszható, Pókembert irányítva. A játék elején elkezdhetünk egy TRAINING MODE- ot, amiben megtanulhatjuk, hogy hogyan kell irányítani Pókembert. A játék története küldetésekre van osztva, emellett be aktiválhatunk egyéb csalásokat is.

## Történet
Peter Parker-t (Tobey Maguire) Megharapja kirándulása során egy radioaktív pók, amivel megszerzett egy pók hatalmat. Tud mászni a falon, hálót tud szőni, és nagyokat tud ugrani. Peter részt vesz egy birkózó mérkőzésen hogy szerezzen egy kis némi összeget is. Végül Peter sikeresen megküzd egy világbajnokkal, de a pénz teljes összegét nem kapta meg az átadótól. Peter után jön egy bankrabló, aki kirabolja az embert, aki nem adta oda Peternek a pénzt. Peter hagyja megszökni a rablót, hogy bosszút álljon az átadón. 
A történtek után Peter az utcán azt látja, hogy a rendőrök kijöttek, mert megölték a nagy bátyját. Peter elkezdi nyomon követni a gyilkost, és üldözése közben, kiderül hogy pont az ölte meg Ben bácsit, akit hagyott megszökni. Peter szembeszáll a gyilkossal, aki véletlen ki esik az ablakon. Peter ezek után úgy döntött, hogy megvédi a várost, a bűnözők ellen, mert megtanulta hogy a nagy erő, nagy felelősséggel jár. Peter új ruhát csinál magának, és elkezd fotókat csinálni magáról Pókemberként a városban, hogy munkát kapjon a Hírharsonában. Eközben Norman Osborn (Willem Dafoe) és az OsCorp vizsgálja az új hős megjelenését. Szeretnének egy Szuper Katonai humán teljesítménynövelő szérumot, amelynek fő céljait már magát a szuperhőst mutatja be. Osborn el akarja kapni Pókembert, és egy vadászó gyilkos robotokat hoz rá. Pókember sikeresen megküzd a robotokkal, majd tovább lép. 
Eközben a Rengető (Michael Beattie) éppen kirabolja a bankot, de Pókember hamar odamegy a helyszínre, miközben észre veszi a Keselyű-t is.(Dwight Schultz). Pókember elkezdi üldözni a Rengetőt, ami a Grand Central állomásról, a csatornán át, és egy metróállomáson keresztül vezet, ahol a Pókember sikeresen legyőzi a Rengetőt. Ezt követően a Rengető elmondja Pókembernek a Keselyű búvóhelyét, ami egy régi óra torony a város alsó keleti oldalán van. Pókember felmászik a Keselyű tornyához, de a Keselyű próbál elmenekülni, de Pókember elkapja sikeresen a Chrysler épület körül.
Osborn tudósai azt mondják neki, hogy most két ember aranchnid DNS-szel rendelkezik Manhattanben, Osborn pedig mindkettőt elfogja. A pókformájú robotok üldözni kezdik a kétségbeesett skorpiót (Michael McColl) a csatornában. Peter leereszkedik a metróba, hogy csináljon képeket, mikor a Rengető ellen harcolt, de váratlanul Skorpióba fut. Pókember segít Skorpiónak felvenni a harcot a robot pókok ellen, de a harc után Skorpió Pókember ellen fordul. Pókember, és Skorpió verekedni kezdenek egymás ellen, de Skorpió elmenekül. Eközben Norman Osbornt az OsCorp-ról kirúgják, és ezért beadja magának a Szuper-Katona szérumot, amiből Zöld Manóvá kezd változni. Az OsCorp Unity Day Fesztiválon Zöld Manó megjelenik, hogy megölje azokat, akik kirúgták. Pókember megmenti az embereket, és elkezd a Zöld Manó ellen is harcolni. A harc közbe Zöld Manó elkezd szövetséget felajánlani, hogy együtt elpusztítsák az olyanokat, akik az útjába állnak, de ezt Pókember elutasítja. Zöld Manó ezért elkezd bombákat telepíteni, de Pókember hatástalanítja őket, majd az egyik letört alkatrészt elkezdi megvizsgálni otthon.
Miután megvizsgálta a kivágott borotvapat egyik szárnyát, és megállapította, hogy az OsCorp gyártotta, Pókember azonnal az Oscorpba lopózik, hogy megnézze mi történik a vállalatban. Megállapítja, hogy a vállalat rendkívül veszélyes vegyi fegyvereket gyárt, majd egy ártatlan tudós megmondja Pókembernek, hogy állítsa le a műveletet, amit ők csinálnak. Pókember sikeresen leállítja a műveletet, majd kimenekül az Oscorpból. 
Később Peter Parker barátnőjét Mary Jane Watsont (Catherine O'Conner) elrabolja a Zöld Manó, hogy túszként tartsa. Pókember éppen hálóhintázása közben észreveszi őket, majd utánuk megy. Zöld Manó ledobja Mary Jane-t egy hídra, hogy megküzdjön Pókemberrel. Pókember leviszi Mary Jane-t a hídról, majd megküzd a Manóval. Miután mind a ketten kifáradtak, Norman leveszi a sisakot, hogy át tudjon járni Peter eszén. Norman megpróbálja hátba szúrni a saját deszkájával Pókember testét, de Peter Pókérzéke jelez, és sikeresen átugorja a légdeszkát, ami Norman saját testét fogja átszúrni. Norman utolsó lélegzetéig még annyit mond, hogy mondja meg Harry-nekː sajnálja.

## Fogadtatás
A játék kritikai értékelése pozitív volt. A GameRankings 78%-os minősítést adott a Game Boy Advance verzióhoz, 76% a GameCube verzióhoz, 75% a PC verzióhoz, 76% a PlayStation 2 verzióhoz, 78 % az Xbox verzióhoz; és hasonlóképpen a Metacritic 76 pontot adott a 100-ból a GameCube verzióhoz, 75 a 100-ból PC verzióra, 76 a 100-ból a PlayStation 2 verzióra, és 79 a 100-ból az Xbox verzióra .

## Fordítás
Ez a szócikk részben vagy egészben  a   Spider-Man (2002 video game) című angol Wikipédia-szócikk fordításán alapul.  Az eredeti cikk szerkesztőit annak laptörténete sorolja fel. Ez a jelzés csupán a megfogalmazás eredetét és a szerzői jogokat jelzi, nem szolgál a cikkben szereplő információk forrásmegjelöléseként.